# Dmitrij Šarafutdinov
Dmitrij Rafailevič Šarafutdinov (rusky Дмитрий Рафаилевич Шарафутдинов; * 16. září 1986 Korkino, Rusko) je ruský reprezentant ve sportovním lezení a trojnásobný Mistr světa v boulderingu. Vítěz světového poháru a vicemistr Evropy. Z juniorských světových závodů se účastnil pouze mistrovství světa juniorů (2002-2005), kde získal dvě bronzové medaile v lezení na rychlost a na obtížnost.

## Všestrannost
Na světovém poháru závodil také v lezení na obtížnost a rychlost, ale skončil u boulderingu. První medaili za celkové umístění na světovém poháru získal v roce 2005 v kombinaci, za součet bodů ve všech třech disciplínách. Na mistrovství Evropy získal nejdříve bronzovou medaili za lezení na obtížnost, poté až stříbrnou v boulderingu, v lezení na rychlost neměl výraznější úspěchy.

## Výkony a ocenění
- v roce 2014 byl v nominaci na ocenění La Sportiva Competition Award
- čtyři nominace na prestižní mezinárodní závody Rock Master v italském Arcu (první a druhé místo)
- mistr sportu Ruska mezinárodní třídy[1]

### Sportovní výstupy ve skalách
- 2012: Ali-Hulk extension 9a+ (5.15a) , Rodellar (Španělsko)

### Závodní výsledky
| Arco Rock Master | Arco Rock Master | Arco Rock Master | Arco Rock Master | Arco Rock Master | Arco Rock Master | Arco Rock Master |
| Rok              | 2010             | 2011             | 2012             | 2013             | 2014             | 2015             |
| ---------------- | ---------------- | ---------------- | ---------------- | ---------------- | ---------------- | ---------------- |
| Bouldering       | 23               | MS (1)           | 1                | 2                | 9                | MSJ              |

| Mistrovství světa | Mistrovství světa | Mistrovství světa | Mistrovství světa | Mistrovství světa | Mistrovství světa | Mistrovství světa | Mistrovství světa |
| Rok               | 2005              | 2007              | 2009              | 2011              | 2012              | 2014              | 2016              |
| ----------------- | ----------------- | ----------------- | ----------------- | ----------------- | ----------------- | ----------------- | ----------------- |
| Obtížnost         | 30                | 47-48             | —                 | —                 | —                 | —                 | —                 |
| Rychlost          | —                 | 11                | —                 | —                 | —                 | —                 | —                 |
| Bouldering        | 7                 | 1                 | —                 | 1                 | 1                 | 5                 | 33-34             |

| Světový pohár        | Světový pohár    | Světový pohár | Světový pohár          | Světový pohár | Světový pohár        | Světový pohár   | Světový pohár | Světový pohár       | Světový pohár   | Světový pohár    | Světový pohár | Světový pohár    | Světový pohár | Světový pohár             | Světový pohár       | Světový pohár |
| Rok                  | 2003             | 2004          | 2005                   | 2006          | 2007                 | 2008            | 2009          | 2010                | 2011            | 2012             | 2013          | 2014             | 2015          | 2016                      | 2017                | 2018          |
| -------------------- | ---------------- | ------------- | ---------------------- | ------------- | -------------------- | --------------- | ------------- | ------------------- | --------------- | ---------------- | ------------- | ---------------- | ------------- | ------------------------- | ------------------- | ------------- |
| Obtížnost            | 63-66            | —             | 44                     | —             | 44                   | —               | —             | —                   | —               | —                | 49-51         | —                | —             | —                         | —                   |               |
| jednotlivě*          | -,-,-, -,-, 21,- | —             | -,-,-, -,18, -,-,-, 23 | —             | -,-,-, 18,-, 23, -,- | —               | —             | —                   | —               | —                | -,-,-, -,18   | —                | —             | —                         | —                   |               |
|                      |                  |               |                        |               |                      |                 |               |                     |                 |                  |               |                  |               |                           |                     |               |
| Rychlost             | 20               | —             | 11                     | 19            | 16                   | 27-28           | —             | —                   | —               | —                | —             | —                | —             | —                         | —                   |               |
| jednotlivě*          | -,-, -,18, -,9   | —             | -,-, 5,14, 4           | 9,-, -,-, -,8 | 7,-, -,6, -, -       | 7,-, -,-, -, -  | —             | —                   | —               | —                | —             | —                | —             | —                         | —                   |               |
|                      |                  |               |                        |               |                      |                 |               |                     |                 |                  |               |                  |               |                           |                     |               |
| Bouldering           | 56-57            | —             | 27-29                  | 23            | 2                    | 3               | 24            | 4                   | 2               | 4                | 1             | 2                | 11            | 12                        | 24                  | 47            |
| jednotlivě* (12/9/3) | - 21             | —             | - 12 -                 | 7 - 8 -       | · 6 · - · 6 · -      | 4 · - · - · - · | - 20 8        | · - · 4 · - · - · 7 | · - · 4 · - · 5 | · - · 7 · 4 · 13 | 4 · - · 5 ·   | 21 · 7 · - · 4 · | 12 10 4 -     | 13, -, 5, -, 11, 5, 33-34 | ,33, 10, 39, 23, 14 | ,21, 33, 27,  |
|                      |                  |               |                        |               |                      |                 |               |                     |                 |                  |               |                  |               |                           |                     |               |
| Kombinace            | 14               | —             | 3                      | 10            | 4                    | 4               | —             | —                   | —               | —                | 4             | —                | —             | —                         |                     |               |

- poznámka: nahoře jsou poslední závody v roce

| Mistrovství Evropy | Mistrovství Evropy | Mistrovství Evropy | Mistrovství Evropy | Mistrovství Evropy | Mistrovství Evropy | Mistrovství Evropy | Mistrovství Evropy | Mistrovství Evropy |
| Rok                | 2004               | 2006               | 2007               | 2008               | 2010               | 2013               | 2015               | 2017               |
| ------------------ | ------------------ | ------------------ | ------------------ | ------------------ | ------------------ | ------------------ | ------------------ | ------------------ |
| Obtížnost          | 54                 | 3                  | jen bouldering     | 41-42              | —                  | —                  | —                  | —                  |
| Rychlost           | —                  | 8                  | jen bouldering     | 13                 | —                  | —                  | —                  | —                  |
| Bouldering         | 8                  | zrušeno            | 4                  | 5                  | 9                  | 2                  | 11                 | 21-22              |

| Mistrovství světa juniorů | Mistrovství světa juniorů | Mistrovství světa juniorů | Mistrovství světa juniorů | Mistrovství světa juniorů |
| Rok                       | 2002 kat A                | 2003 kat A                | 2004 junioři              | 2005 junioři              |
| ------------------------- | ------------------------- | ------------------------- | ------------------------- | ------------------------- |
| Obtížnost                 | 11                        | 4                         | 3                         | 23                        |
| Rychlost                  | 3                         | —                         | —                         | 14                        |